# بيترو ألدروفاندي
بيترو ألدروفاندي (بالإيطالية: Simone Aldrovandi)‏ هو لاعب كرة قدم إيطالي في مركز الدفاع، ولد في 2 أبريل 1994 في كاربي في إيطاليا. لعب مع كييفو فيرونا ونادي سبال ونادي مودينا.

## وصلات خارجية
- بيترو ألدروفاندي على موقع قاعدة بيانات كرة القدم.إي يو (الإنجليزية)
- بيترو ألدروفاندي على موقع Soccerway.com (الإنجليزية)
- بيترو ألدروفاندي على موقع AS.com (الإسبانية)